# 페레토
페레토(이탈리아어: Pereto)는 이탈리아 아브루초주 라퀼라도에 있는 코무네이다. 마르시족의 옛 중심지였다.